# Výstup (divadlo)
Výstup čili scéna je v divadelní terminologii úsek hry, v němž jsou na jevišti tytéž osoby. Výstup tedy obvykle začíná a končí příchodem či odchodem nějaké osoby. Z výstupů, které se zpravidla číslují, se skládají takzvané obrazy (se stejnou dekorací) a dále jednání čili dějství nebo akty her klasického i loutkového divadla, kdežto v moderním divadle se výstupy často neoznačují.
Smysl dělení na výstupy byl hlavně v tom, že se daly pružněji plánovat jevištní zkoušky. Podobný význam má dělení na scény ve filmu, takže třeba scény na určitém místě nebo se stejnými herci se filmují najednou a dějová souvislost filmu se vytváří až při stříhání.